# Stanislas Guerini
Stanislas Guerini (ur. 14 maja 1982 w Paryżu) – francuski polityk, deputowany do Zgromadzenia Narodowego, od 2018 do 2022 przewodniczący La République en marche, w latach 2022–2024 i w 2024 minister.

## Życiorys
Absolwent École alsacienne oraz Lycée Henri-IV. W 2006 ukończył szkołę biznesową HEC Paris. Prowadził własną działalność gospodarczą w ramach przedsiębiorstwa Watt & Home zajmującego się sprzedażą i instalacją paneli słonecznych, później został dyrektorem w przedsiębiorstwie Elis.
Był współpracownikiem Dominique'a Strauss-Kahna w Partii Socjalistycznej. W 2015 powrócił do aktywności politycznej, współtworząc ruch polityczny En Marche! Emmanuela Macrona. W wyborach parlamentarnych z czerwca 2017 uzyskał mandat posła do Zgromadzenia Narodowego w jednym z paryskich okręgów. W grudniu 2018 został wybrany na nowego przewodniczącego (dyrektora wykonawczego) swojego ugrupowania. Na czele partii (przemianowanej potem na Renaissance) stał do września 2022.
W maju 2022 powołany na ministra transformacji i służb publicznych w rządzie Élisabeth Borne. W tym samym roku po raz drugi został wybrany do niższej izby francuskiego parlamentu. Pozostał na zajmowanej funkcji rządowej przy rekonstrukcji gabinetu z lipca 2022. Zakończył urzędowanie wraz z całym gabinetem w styczniu 2024. Powrócił na to stanowisko w lutym tego samego roku, dołączając wówczas do rządu Gabriela Attala. Funkcję ministerialną pełnił do września 2024.